# Parlamentswahl in Finnland 1951
- SKDL: 43
- SDP: 53
- KP: 10
- RKP: 15
- ML: 51
- KOK: 28

Die Parlamentswahl in Finnland 1951 fand am 2. und 3. Juli 1951 statt. Es war die Wahl zum 20. finnischen Parlament.
Obwohl Urho Kekkonens Landbund neben der konservativen Sammlungspartei die größten Stimmverluste verzeichnete, konnte er seine Koalition mit Sozialdemokraten und der Schwedischen Volkspartei fortsetzten. Die Volksdemokraten, die bei den Wahlen im Juli 1948 herbe Verluste erlitten hatten, konnten am stärksten dazugewinnen und festigten ihre Position unter den drei stärksten Parteien.

## Ausgangslage
Urho Kekkonen vom Landbund war am 17. März 1950 Ministerpräsident einer aus Landbund, Schweden und Fortschrittspartei gebildeten Minderheitsregierung geworden. Im Januar 1951 wurde diese Koalition mehrheitsfähig, da Kekkonen die Sozialdemokraten mit in die Regierung aufnahm. Nach einer kleinen Krise infolge des Koreakrieges, der eine Lohn- und Preisregulierung in Finnland nötig machte, gelang es 1951 die Finnische Mark zu stabilisieren sowie ein Stabilitätsprogramm durchzusetzen, das die Wirtschaft unterstützte.
Nachdem die Nationale Fortschrittspartei zuletzt nur noch fünf Mandate innegehabt hatte, löste sie sich auf. Ihr folgte schließlich die Volkspartei Finnlands, die von einem Großteil der ehemaligen Fortschrittspartei gegründet wurde.

## Teilnehmende Parteien
Es traten 11 verschiedene Parteien zur Wahl an.
Folgende Parteien waren bereits im Parlament vertreten:
| Partei | Partei | Ausrichtung        | Spitzenkandidat   |
| ------ | --- | ------------------ | ----------------- |
|        | Sozialdemokratische Partei Finnlands Suomen Sosialidemokraattinen Puolue (SDP) Finlands Socialdemokratiska Parti                     | sozialdemokratisch | Emil Skog         |
|        | Landbund Maalaisliitto (ML) Agrarförbundet                                                                                           | sozialliberal      | Vieno Sukselainen |
|        | Demokratische Union des Finnischen Volkes Suomen Kansan Demokraattinen Liitto (SKDL) Demokratiska Förbundet för Finlands Folk (DFFF) | sozialistisch      | Kusti Kulo        |
|        | Nationale Sammlungspartei Kansallinen Kokoomus (KOK) Samlingspartiet                                                                 | konservativ        | Arvo Salminen     |
|        | Schwedische Volkspartei Ruotsalainen Kansanpuolue (RKP) Svenska Folkpartiet (SFP)                                                    | liberal            | Ralf Törngren     |
|        | Volkspartei Finnlands Suomen Kansanpuolue (KP) Finska Folkpartiet (FFP)                                                              | liberal            | Eino Saari        |

## Wahlergebnis
Die Wahlbeteiligung lag bei 74,6 Prozent und damit 3,6 Prozentpunkte unter der Wahlbeteiligung bei der letzten Parlamentswahl 1948.
Die größten Verluste gab es für Landbund und Sammlungspartei (jeweils fünf Sitze). Die linken Volksdemokraten konnten dagegen fünf Sitze dazugewinnen. Die Volkspartei Finnlands, die aus der Nationalen Fortschrittspartei hervorgegangen war, erhielt 5,7 % der Stimmen und zehn Sitze.
| Partei                      | Partei                                           | Stimmen   | Stimmen | Stimmen | Sitze  | Sitze |
| Partei                      | Partei                                           | Anzahl    | %       | +/−     | Anzahl | +/−   |
| --------------------------- | ------------------------------------------------ | --------- | ------- | ------- | ------ | ----- |
|                             | Sozialdemokratische Partei Finnlands (SDP)       | 480.754   | 26,52   | +0,20   | 53     | −1    |
|                             | Landbund (ML)                                    | 421.613   | 23,26   | −0,98   | 51     | −5    |
|                             | Demokratische Union des Finnischen Volkes (SKDL) | 391.134   | 21,58   | +1,60   | 43     | +5    |
|                             | Nationale Sammlungspartei (KOK)                  | 264.044   | 14,57   | −2,47   | 28     | +5    |
|                             | Schwedische Volkspartei (RKP)                    | 130.524   | 7,20    | −0,14   | 14     | +1    |
|                             | Volkspartei Finnlands (KP)                       | 102.933   | 5,68    | +1,77   | 10     | +5    |
|                             | Åländsk Samling*                                 | 5.686     | 0,31    | −0,04   | 1      | —     |
|                             | Kleinbauernpartei                                | 4.964     | 0,27    | −0,02   | —      | —     |
|                             | Liberaler Bund (VL)                              | 4.936     | 0,27    | +0,27   | —      | —     |
|                             | Radikale Volkspartei (RadKP)                     | 4.486     | 0,25    | −0,02   | —      | —     |
|                             | Schwedische Liberale Partei (RVP)                | 1.195     | 0,07    | +0,07   | —      | —     |
|                             | Finnische Volkspartei                            | 243       | 0,01    | +0,01   | —      | —     |
|                             | Sonstige                                         | 305       | 0,02    | −0,26   | —      | —     |
| Gesamt                      | Gesamt                                           | 1.812.817 | 100,00  |         | 200    |       |
| Gültige Stimmen             | Gültige Stimmen                                  | 1.812.817 | 99,29   |         |        |       |
| Ungültige Stimmen           | Ungültige Stimmen                                | 12.962    | 0,71    |         |        |       |
| Wahlbeteiligung             | Wahlbeteiligung                                  | 1.825.779 | 74,58   |         |        |       |
| Wahlberechtigte             | Wahlberechtigte                                  | 2.448.239 | 100,00  |         |        |       |
| Quelle:                     |                                                  |           |         |         |        |       |
| Anmerkungen: * Åland-Mandat |                                                  |           |         |         |        |       |

## Nach der Wahl
Urho Kekkonens drittes Kabinett, dem der Landbund, die SDP und die Schwedische Volkspartei angehörten, blieb bis zum 9. Juli 1953 im Amt. Zuvor hatte Kekkonen Ende Juni 1953 seinen Rücktritt bekannt gegeben, da es zwischen Landbund und Sozialdemokraten Kontroversen um ein Kostensenkungsprogramm, das an Stelle einer Währungsabwertung eine Rezession verhindern sollte, gegeben hatte. Präsident Juho Kusti Paasikivi beauftragte Kekkonen die Bildung einer von ihm geleiteten Minderheitsregierung. Die daraufhin zusammen mit der Schwedischen Volkspartei gebildete Koalition blieb jedoch nur vier Monate im Amt. Um die Kostenkrise endlich zu lösen und einen zunehmenden Einfluss der Sowjetunion speziell nach Stalins Tod zu verhindern, berief Paasikivi schließlich eine geschäftsführende Regierung unter Sakari Tuomioja von der Liberalen Liga, welche über keine Mandate im Parlament verfügte, ein. Tuomioja führte eine Koalition mit Mitgliedern der Volkspartei, der Schwedischen Volkspartei, der Sammlungspartei sowie einigen Unabhängigen. Die Maßnahme konnte schließlich fruchten und das Kabinett blieb etwa ein halbes Jahr, bis zum 5. Mai 1954 im Amt. Die vorgezogenen Neuwahlen fanden am 7. und 8. März 1954 statt.
Übersicht der Kabinette:
1. Kabinett Kekkonen III – Urho Kekkonen (Landbund) – Regierung: Landbund, Sozialdemokraten, Schwedische Volkspartei (20. September 1951 bis 9. Juli 1953)
2. Kabinett Kekkonen IV – Urho Kekkonen (Landbund) – Regierung: Landbund, Schwedische Volkspartei (9. Juli 1953 bis 17. November 1953)
3. Kabinett Tuomioja (geschäftsführend) – Sakari Tuomioja (Freisinnigen-Bund) – (17. November 1953 bis 5. Mai 1954)